# Lampro de Eritras
Lampro de Eritras (en griego Λάμπρος ὁ Έρυθραίος; siglo IV a. C., Eritras) fue un filósofo griego de la escuela peripatética. En la Suda se le nombra como maestro de Aristóxeno.